# 澳大利亞國防軍學員團
澳大利亞國防軍學員團（英文：Australian Defence Force Cadets，簡稱ADFC）是澳大利亞一種以社區為基礎的青年軍事訓練組織，在澳大利亞大約有22000名學員、2200學員團工作人員在464個軍團和中隊。ADFC的經費由澳大利亞政府、澳大利亞國防部與社會支付。ADFC包括三個組織：澳大利亞海軍學員團（ANC）、澳大利亞陸軍學員團（AAC）和澳大利亞空軍學員團（AAFC）。

## 外部連結
- 澳大利亞國防軍學員團 （页面存档备份，存于）